# Iodopsina
La iodopsina o yodopsina es una cromoproteína, un pigmento situado en los segmentos exteriores de los conos del ojo humano, siendo responsable de la percepción del color. Esta tiene una mayor concentración en la fóvea. Viene asociada a la vitamina A. Al recibir la luz produce una diferencia de potencial que da lugar a una corriente eléctrica por medio de la cual la información visual se transmite por las neuronas hasta el cerebro.
Las yodopsinas son fotopsinas (es decir, proteínas) en enlace covalente, cada una con una sustancia colorante tipo 1 (cromóforo): neoretinina (11-cis-retinol) o retinal (11-cis-retinal). Los pigmentos cuyo componente proteico fotopsina se une a un cromóforo tipo 2 (3,4-dehidro-11-cis-retinal) no se conocen como yodopsina, sino como porfiropsina. Los máximos de absorción y las fotopsinas de las tres yodopsinas humanas son:
- 560 nm: L-yodopsina sensible al rojo con L-fotopsina, UniProt P04000. Los defectos en el gen OPN1LW son la causa de la protanopia
- 530 nm: M-yodopsina sensible al verde con M-fotopsina, UniProt P04001. Los defectos en el gen OPN1MW son la causa de la deuteranopia
- 420 nm: S-yodopsina sensible al azul con S-fotopsina, UniProt P03999. Los defectos en el gen OPN1SW son la causa de la tritanopia

En el reino animal, además de estos pigmentos visuales con Retinal 1 como cromóforo,
340 nm: yodopsina UV sensible a los rayos ultravioleta con fotopsina UV y
620 nm: XL-yodopsina sensible al infrarrojo con XL-fotopsina
antes.
Las yodopsinas contienen de 350 a 360 aminoácidos y son proteínas de membrana que pertenecen a los receptores acoplados a la proteína G.
- Datos: Q20650194